# Hosszúpályi
Hosszúpályi (vyslovováno [hosúpáji]) je velká obec v Maďarsku v župě Hajdú-Bihar, spadající pod okres Derecske. Nachází se asi 8 km západně od Létavértesu, asi 12 km severovýchodně od Derecske a asi 11 km jihovýchodně od Debrecínu. V roce 2015 zde žilo 5 662 obyvatel. Podle údajů z roku 2001 zde bylo 83 % obyvatel maďarské a 17 % romské národnosti.
Sousedními vesnicemi jsou Hajdúbagos, Konyár, Mikepércs, Monostorpályi a Pocsaj, sousedním městem Debrecín.